# Mainá
O termo mainá é designação comum a diversas aves asiáticas da família dos esturnídeos, principalmente as pertencentes aos gêneros Acridotheres e Gracula. Mais especificamente, pode referir espécie Gracula religiosa, encontrada nas florestas da Ásia meridional, de plumagem preta, com uma mancha branca nas asas, e cabeça com áreas nuas amarelas na nuca e nas laterais. Tal ave é capaz de imitar a voz de outras aves, e mesmo algumas palavras, quando em cativeiro. Também chamada de mainate e mainato.